# Maud de Lacy
Maud de Lacy, Countess of Hertford und Countess of Gloucester (auch Matilda de Lacy; * 1223; † 10. März 1289) war eine englische Adlige.

## Herkunft und Heirat
Maud entstammte der anglonormannischen Familie Lacy. Sie war eine Tochter von John de Lacy, 1. Earl of Lincoln und von Margaret de Quincy. 1237 bot ihr Vater dem englischen König Heinrich III. 5000 Mark, um sie mit dem minderjährigen Richard de Clare, dem Erben der Familie Clare, verheiraten zu können. Der König versuchte jedoch, den jungen Clare mit einer seiner französischen Verwandten verheiraten. Auf Vermittlung von Richard von Cornwall, dem Bruder des Königs und Stiefvater des jungen Clare, erhielt John de Lacy das Recht, seine Tochter für nur 3000 Mark zu verheiraten, falls die Heirat von Richard de Clare mit einer Tochter von Graf Hugo X. von Lusignan nicht zustande kam. Hugo von Lusignan lehnte das Angebot des englischen Königs tatsächlich ab, und am 25. Januar 1238 heiratete Maud de Lacy Richard de Clare.

## Leben
Ihr Mann wurde 1243 volljährig und war als Earl of Hertford und Gloucester einer der reichsten englischen Magnaten. Er starb 1262, zu Beginn des Zweiten Kriegs der Barone, mit 39 Jahren. Ihr ältester Sohn war noch nicht volljährig, und Maud erhielt am 4. August von König Heinrich III. zunächst ein vorläufiges Wittum. Nach Erfassung der Besitzungen ihres verstorbenen Mannes erhielt sie Anfang 1263 nach dem geltenden Recht ein Drittel von dessen Besitzungen. Da der König aber ihr entgegen dem üblichen Lehnsrecht mit Clare Castle den Stammsitz der Familie und dazu bedeutende Güter in Gloucestershire sowie Usk in den Welsh Marches als Wittum übergab, wurde ihr Sohn auf die Seite der Rebellen getrieben. Erst gegen Ende des Zweiten Kriegs der Barone, in dem ihr Sohn eine bedeutende Rolle spielte, wurde 1267 die Verteilung der Güter zwischen ihr und ihrem Sohn geändert.
Als reiche Witwe heiratete Maud nicht erneut. Sie überlebte ihren Mann um mehr als 25 Jahre, in denen sie sich um die Verheiratung ihrer beiden Töchter Margaret und Rohese kümmerte. Dazu versuchte sie ihrem jüngeren Sohn Bogo, der eine geistliche Laufbahn eingeschlagen hatte, einträgliche Pfründen zu verschaffen. Sie selbst war eine großzügige Förderin von Klöstern und geistlichen Stiftungen. Vor allem bedachte sie das von ihrem Mann gegründete Priorat von Clare, die erste Niederlassung der Augustinereremiten in England, mit weiteren Stiftungen. Daneben wandelte sie 1284 das Augustinerstift Canonsleigh in Burlescombe in Devon in ein Augustinerinnen-Nonnenkloster um. Nach ihrem Tod fielen ihre Güter an ihren Sohn Gilbert.

## Nachkommen
Aus ihrer Ehe hatte sie drei Söhne und vier Töchter:
- Isabel de Clare (* 1240; † vor 1271), ⚭ 1258 mit Markgraf Wilhelm VII. von Montferrat
- Gilbert „the Red“ de Clare (* 1243; † 1295), 6. Earl of Hertford und 3. Earl of Gloucester
- Thomas de Clare, Lord of Thomond († 1287)
- Bogo de Clare (* 1248; † 1294)
- Margaret de Clare (* 1250; † 1312), ⚭ 1272 (geschieden 1293) mit Edmund, 2. Earl of Cornwall
- Rohese de Clare (* 1252; † 1317), ⚭ 1270 mit Roger Mowbray, 1. Baron Mowbray
- Eglantina de Clare (*/† 1257)